# Argenton (Lot-et-Garonne)
Argenton ist eine französische Gemeinde mit 316 Einwohnern (Stand 1. Januar 2022) im Département Lot-et-Garonne in der Region Nouvelle-Aquitaine.

## Geografie
Argenton liegt etwa zehn Kilometer südwestlich von Marmande. Umgeben wird die Gemeinde von den Nachbargemeinden:
|            | Guérin                                      | Bouglon         |
| Romestaing | Kompassrose, die auf Nachbargemeinden zeigt | Grézet-Cavagnan |
| Ruffiac    | Poussignac                                  |                 |

## Toponymie
Die Gemeinde, 1289 als Argentem erwähnt, hat ihren Namen vom lateinischen Wort argentum (Geld/Gold), zusammen mit dem gallischen Wort magos. Dieses Wort bezeichnete zuerst ein einzelnes Feld, anschließend einen Marktplatz, zuletzt das Dorf, welches sich um den Marktplatz bildete. Der Name lautet auf Gaskognisch identisch.
Die Bewohner werden Argentonnais genannt.

## Bevölkerungsentwicklung
| Jahr      | 1962 | 1968 | 1975 | 1982 | 1990 | 1999 | 2009 | 2018 |
| Einwohner | 350  | 307  | 298  | 258  | 269  | 268  | 324  | 320  |

## Sehenswürdigkeiten

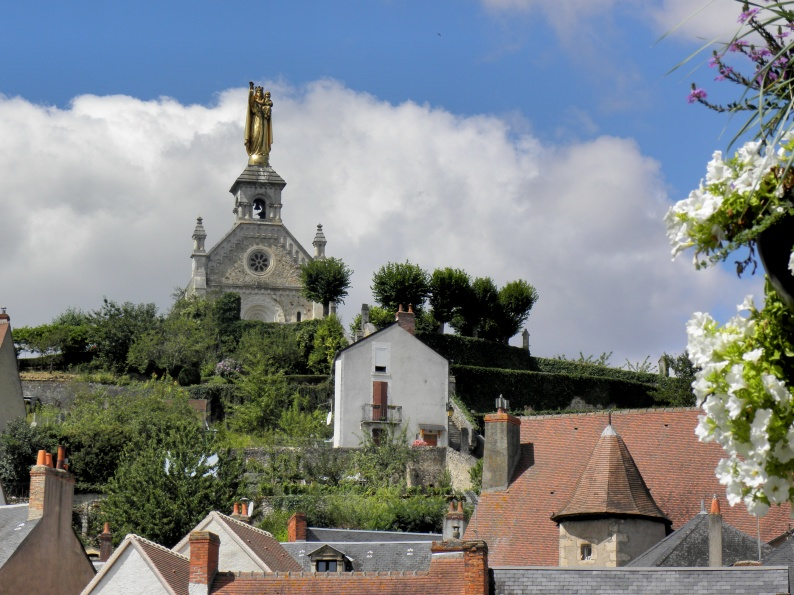
Kirche Saint-Étienne

- Kirche Saint Étienne